# Expedição Libertadora do Peru

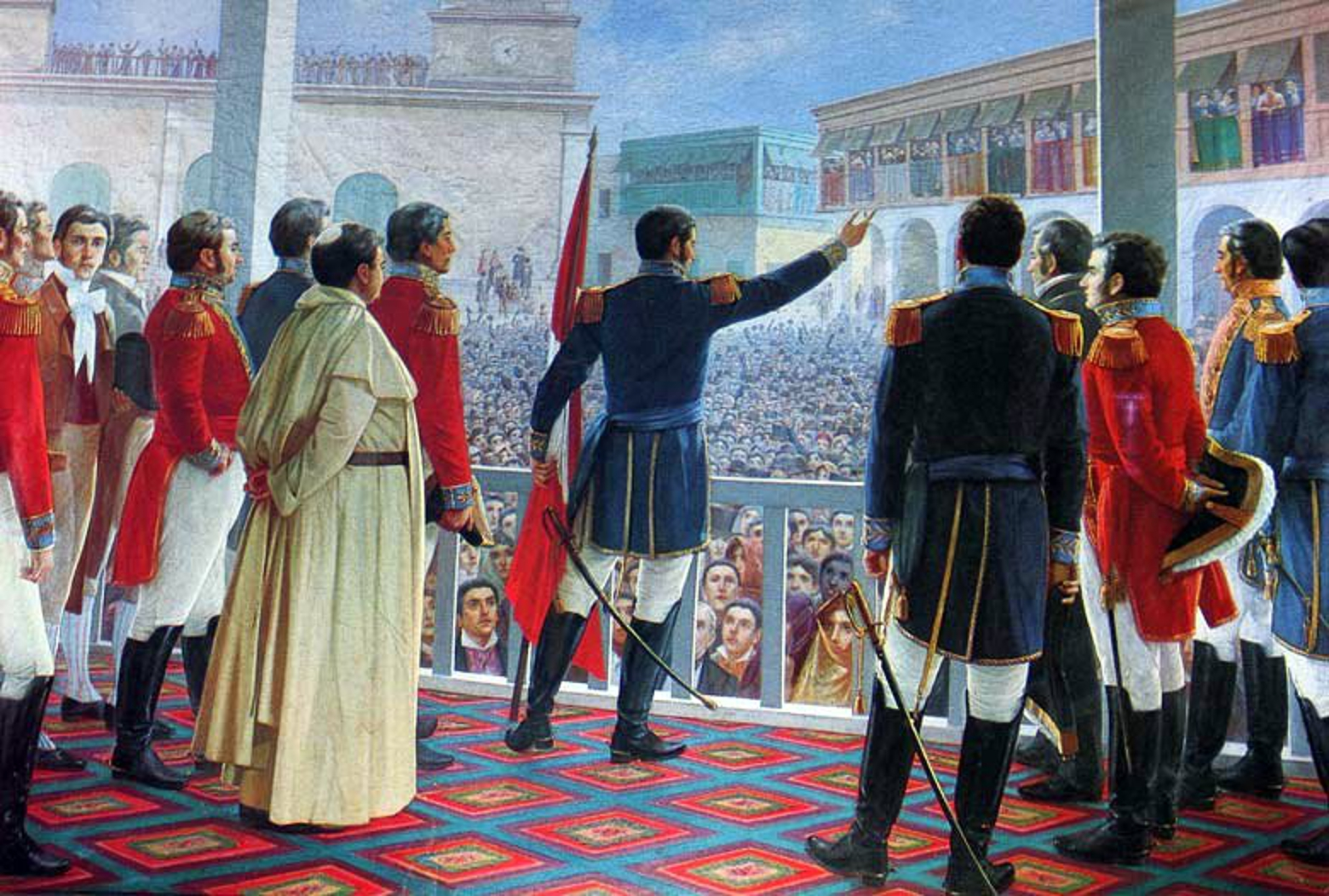
San Martín proclama a independência do Peru

A Expedição Libertadora do Peru foi uma força nacionalista organizada em 1820 pelo governo do Chile, com elementos pertencentes ao Exército libertador dos Andes e ao recém-restaurado Exército do Chile, com o objetivo de libertar o vice-reinado do Peru do domínio da coroa espanhola. A expedição foi a continuação do plano de libertação concebido pelo general José de San Martín para as colônias espanholas do sul da américa. Seu principal estimulador e organizador foi o libertador capitão-general Bernardo O'Higgins, em conjunto com seu governo. Mesmo após San Martín proclamar a independência, terminada esta campanha no Peru, ainda seguia parcialmente o domínio da coroa espanhola.